# .308 Winchester
.308 Winchester — унітарний гвинтівковий набій без закраїни з гільзою пляшкової форми на основі якого був створений військовий набій 7,62×51 мм НАТО (схожі але не ідентичні). Набій був представлений в 1952 році, за два роки до прийняття НАТО набоїв калібру 7,62×51 мм. Вінчестер (дочірня компанія Olin Corporation) запропонувала новостворений набій на ринку під торговою маркою «.308 Winchester». Під цей набій також були випущені гвинтівки Model 70 та Model 88. Відтоді набої .308 Winchester стали найпоширенішими серед набоїв під затворну групу короткої дії для полювання на велику дичину. Він також має популярність для цивільної цільової стрільби, серед військових та поліцейських снайперів. Порівняно невелика довжина набою робить його добре придатним для застосування разом з затворною групою короткої дії. При застосуванні експансивних куль, або таких, що перегортаються[джерело?] чи розпадаються при зіткненні з живою тканиною, цей набій здатен показати досить велику забійну дію.
Попри істотну схожість з військовим набоєм 7,62×51 мм НАТО, набої .308 не ідентичні, через що існують певні застереження щодо використання одних набоїв замість інших. Однак, Інститут виробників спортивної зброї та боєприпасів (SAAMI) вважає безпечним використання військових набоїв у зброї, створеної під набої .308 Вінчестер.

## Розміри
Ємність гільзи набою .308 Winchester становить 3,64 мл (56,0 гран) води. Форма гільзи була створена спеціально для підвищення надійності подачі та викидання в гвинтівках з ковзним затвором, а також кулеметах як у звичайних, так і екстремальних умовах.

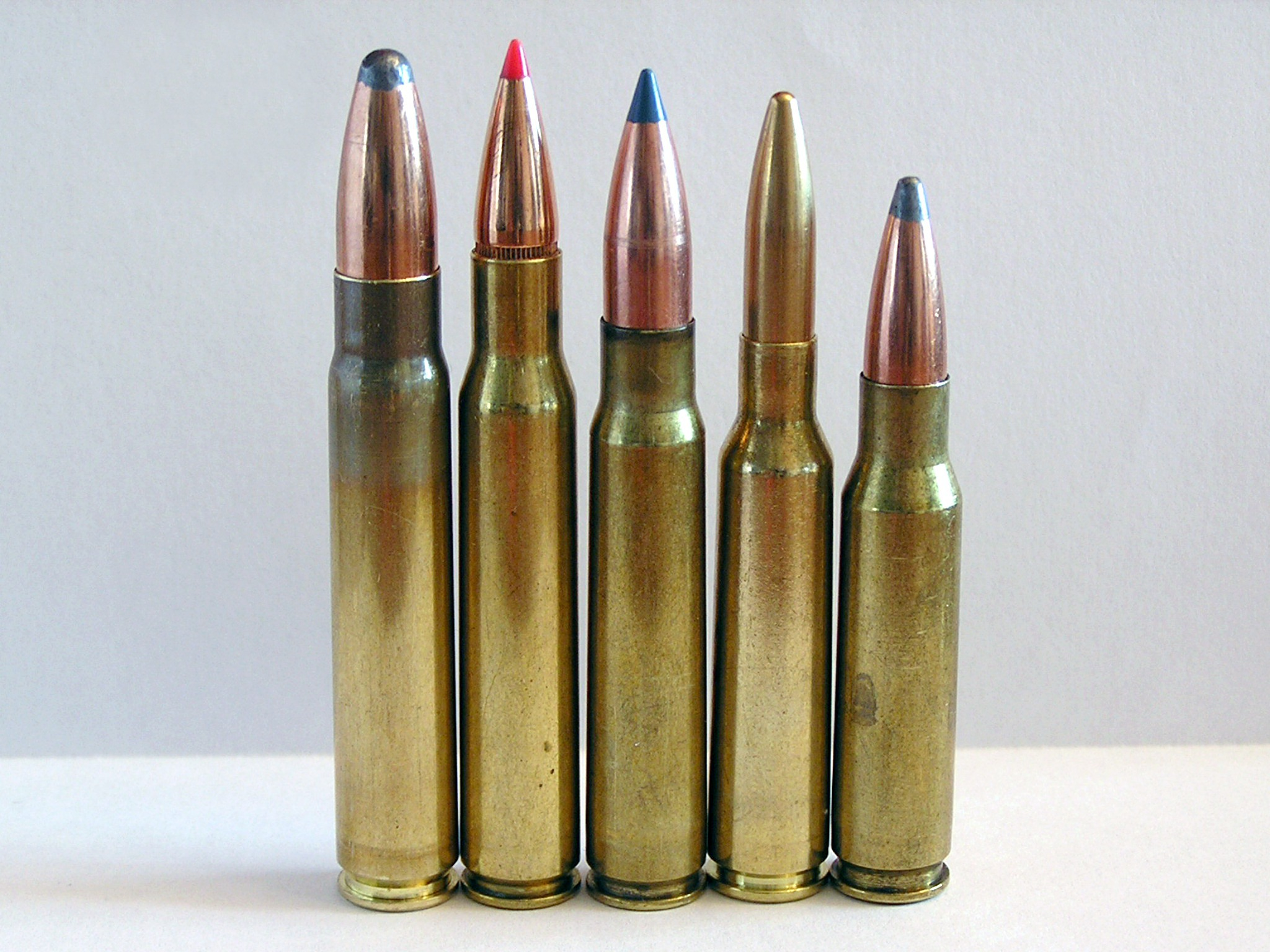
Зліва направо набої:
9,3×62 мм,
.30-06 Спрінгфілд,
7,92 × 57 мм Маузер,
6,5 × 55 мм,
.308 Winchester (практично ідентичний до 7,62×51 мм НАТО)

Звичайний твіст нарізів для цього набою становить 305 мм (1 на 12 дюймів), ствол має 4 канавки, Ø поля = 7,62 мм, Ø нарізів = 7,82 мм, капсуль великий гвинтівковий.
Згідно з офіційною постановою CIP (Міжнародна комісія з Permanente Pour l'Epreuve DES ARMES ФЕУ Portatives) гільза .308 Winchester має витримувати до 415.00 МПа Рмакс п'єзо тиску. Країни, де діють стандарти CIP, кожна гільза має бути випробувана при тиску, що становить 125% від максимального. Тобто, станом на 2014 рік гільзи випробовують під тиском 519.00 МПа.

## Використання і ефективність
Набої .308 Winchester належать до числа найуспішніших мисливських набоїв в Сполучених Штатах, та, ймовірно, світу. Він здобув популярність в багатьох країнах як набій для полювання на велику та середню дичину. В Північній Америці ним широко користуються для полювання на білохвостого оленя, вилорога і навіть іноді на карибу або чорного ведмедя.
Клей Харві, американський письменник-мисливець, стверджує, що ним можна користуватись для полювання на лося. Лейн Сімпсон, американець, який полював у Швеції, говорить, що був здивований кількістю мисливців, які користуються цим набоєм. За словами Крейга Боддінгтона, представники Norma Precision стверджують, що .308 належить до числа набоїв, які мають найбільший попит.
В Африці .308 Winchester належить до числа найпопулярніших набоїв серед мисливців у Бушвальді, яким полюють на антилоп всіх розмірів. Прихильники теорії гідростатичного удару стверджують, що .308 Winchester має достатньо енергії, для завдання гідростатичного удару жертві під час розширення кулі.
.308 Winchester більше втрачає висоту на великих відстанях у порівнянні з .30-06 Спрінгфілд, через меншу дульну швидкість для більшості куль. Набої зі значно вищою дульною швидкістю, такі як .300 Winchester Magnum, істотно менше втрачають висоту.

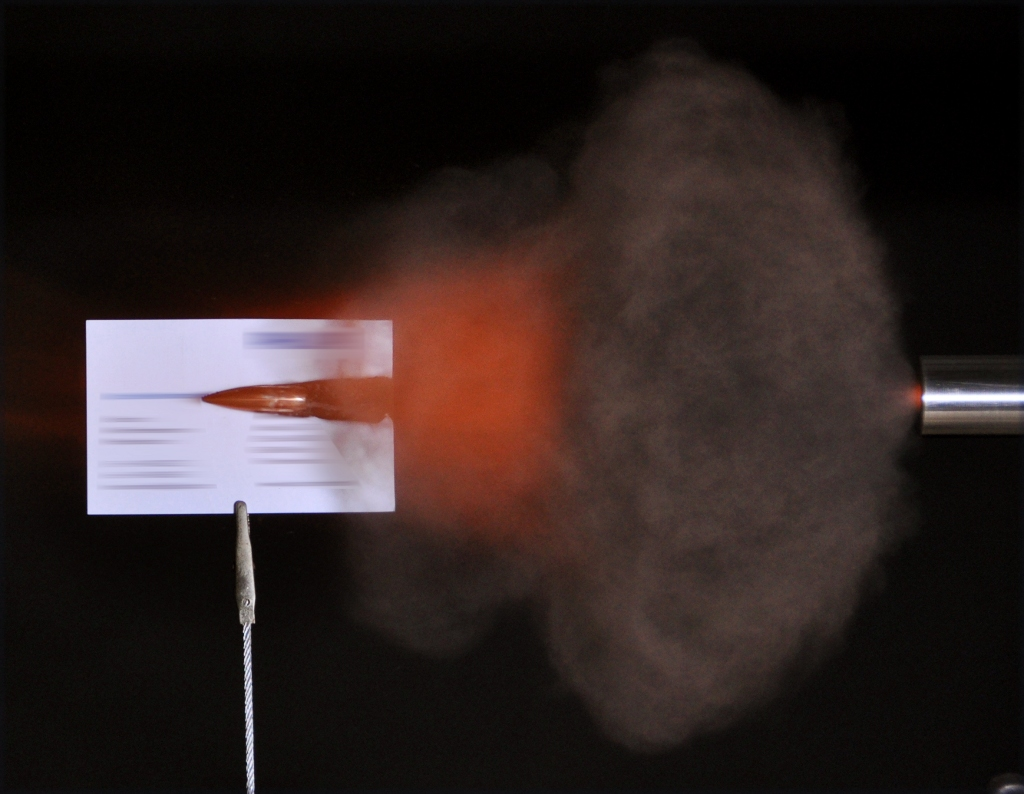
Куля .308 Вінчестер виходить із дула
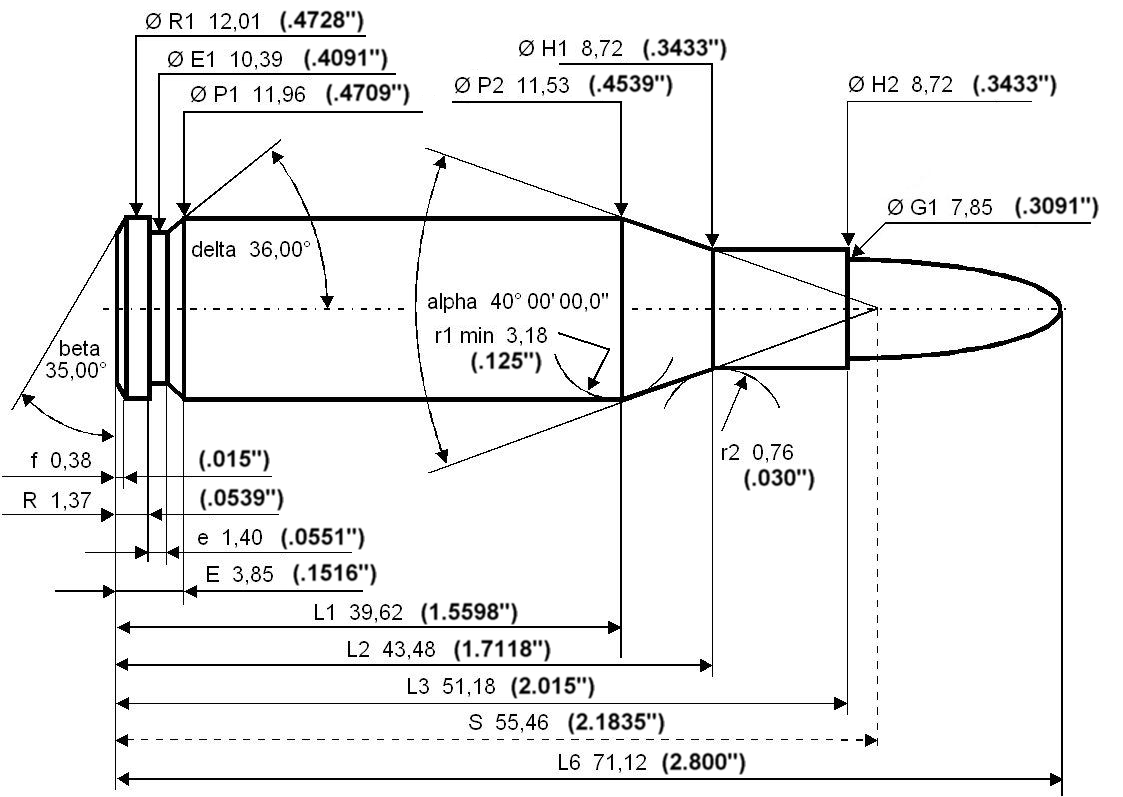
Розміри набою за стандартами CIP.

## Модифікації
На основі .308 Winchester було створено декілька набоїв, які набули популярності серед мисливців, особливо у Північній Америці. Зокрема, це .243 Winchester, .260 Remington (або 6.5-08 A-Square), 7 mm-08 Remington, .338 Federal та .358 Winchester (або 8,8×51 мм). В 1980 році були представлені два набої з виступами, спеціально створені для гвинтівки Winchester Model 94 XTR Angle Eject: .307 Winchester і .356 Winchester.